# 村上英俊

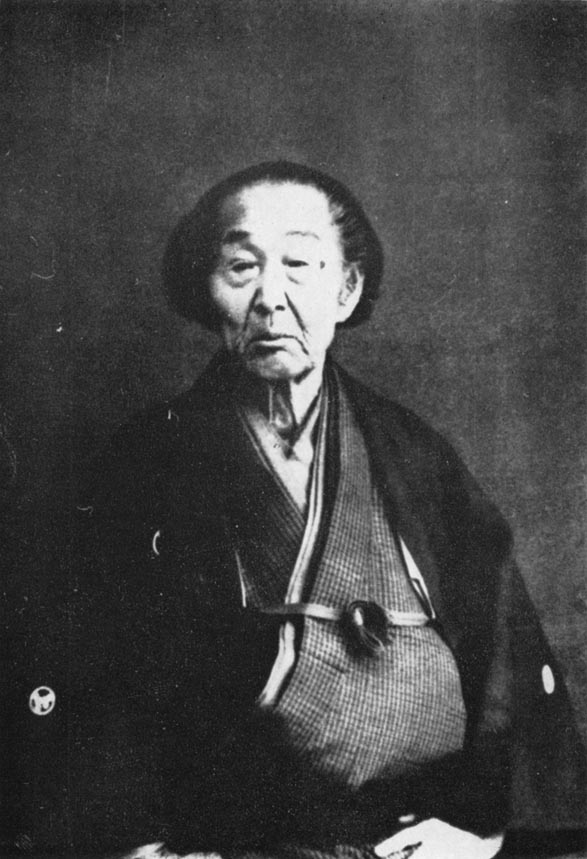
村上英俊

村上 英俊（むらかみ ひでとし、文化8年4月8日〈1811年5月29日〉 - 明治23年〈1890年〉1月13日）は洋学者・フランス学者。名は義茂、字は棟梁、茂亭と号す。幼名は貞介という。英俊は通称である。晩年には松翁と称した。日本で初めてフランス語を習得したことで知られる。「仏学始祖」といわれる。

## 生涯・人物
下野国那須郡佐久山の医師村上松園の長子として生まれる。文政7年（1824年）に父とともに江戸に移り、宇田川榕菴に蘭学を学ぶ。天保12年（1841年）信濃国松代藩主真田幸民に藩医として仕官し、佐久間象山の下でベルセリウスの『化学提要』フランス語版を和訳し、安政5年（1857年）には蕃書調所で日仏間の条約を翻訳し、多くの弟子にフランス語を教授した。また幕命により『三語便覧』『五方通語』『仏蘭西詞林』などの辞書を編纂し、元治元年（1864年）には日本初の本格的な仏和辞典『仏語明要』を編纂し、慶応3年（1867年）には戦術書『仏蘭西答古知機』を和訳した。明治元年（1869年）、仏語塾「達理堂」を開いた。また化学にも造詣が深く、薬用ヨードの製造やメッキ法、爆薬製造法などの研究にも従事した。1882年、東京学士会院（現・日本学士院）会員に選出された。1885年レジオンドヌール勲章受勲。明治23年没。墓所は青山霊園。